# Gio (zanger)
Giovanni Jap-Ngie (Utrecht, 7 februari 1986), bekend onder de artiestennaam Gio, is een Nederlandse zanger van Surinaamse afkomst.

## Levensloop
Al vroeg was Gio bezig met muziek, hij komt uit een muzikale familie: een rappende oom en een grootvader die de percussies kan bespelen. Op zesjarige leeftijd zat hij in een dansgroep met zijn neefjes, met wie hij regelmatig optrad. Naast de dansgroep was hij bezig met zijn eigen liedjes te schrijven, melodieën te componeren en muziek te produceren. Als grote voorbeeld nam hij Michael Jackson waarbij hij precies de danspasjes kopieerde en steeds verder ontwikkelde.
Niet veel later trad hij op bij Cruise Control Studios waar ook Roméo, Sat-R-Day en Re-Play zijn begonnen. Op podia zoals dat van Kunstbende, de Megafestatie en diverse televisieprogramma’s was Gio regelmatig te zien. Hij kreeg een rol in de film Feestje! waarin hij zijn zang ten gehore bracht en zich presenteerde bij het bioscooppubliek. Gio verzorgde ook voorprogramma's van: Mary J. Blige, K-Ci & JoJo, Destiny's Child, Ne-Yo en Kanye West.
Voor zijn debuutalbum First tekende Gio een contract met de platenmaatschappij Universal. Hiervoor was hij geregeld in Zweden om nummers op te nemen. Van het album First zijn de nummers Magic, Fantasy Girl, U Could Be That Girl en Hard To Get als single uitgebracht. Samen met Ali B en The Partysquad heeft Gio de nummers I'm Sorry, Dit Gaat Fout en Dat Is Die Shit uitgebracht. Ook leende Gio zijn stem voor Ali B's single Groupie Love.
Door het succes van zijn debuutalbum kreeg Gio een platencontract bij TU-Musiq Records. De single Zonder Jou was zijn eerste Nederlandstalige hit, het kwam op nummer 39 in de Single Top 100. In 2008 werden de singles Denk Aan Jou en Je Hebt Me uitgebracht. In het begin van het jaar 2011 had Gio een hit met Keizer. In 2013 tekende Gio een contract bij SPEC ent., het label van Ali B.

### Ali B Op Volle Toeren
Gio was een van de deelnemers in het eerste seizoen van het tv-programma Ali B op volle toeren. Gio werd daarbij gekoppeld aan Anneke Grönloh en volgens de formule van ABOVT moest Gio een rap-remake maken van de grootste hit van Grönloh en vice-versa. Gio maakte een remake van Brandend zand (1961) en Grönloh herschreef Gio's hit Obsessie (2008).

## Discografie

### Singles
| Single met eventuele hitnotering(en) in de Nederlandse Top 40 | Datum van verschijnen | Datum van binnenkomst | Hoogste positie | Aantal weken | Opmerkingen                                                      |
| ------------------------------------------------------------- | --------------------- | --------------------- | --------------- | ------------ | ---------------------------------------------------------------- |
| Magic                                                         | 04-03-2005            | 12-03-2005            | tip2            | -            |                                                                  |
| Fantasy girl                                                  | 08-07-2005            | 13-08-2005            | 21              | 5            |                                                                  |
| Let go                                                        | 29-07-2005            | 20-08-2005            | 38              | 2            | met Raffish                                                      |
| U could be that girl                                          | 07-10-2005            | 08-10-2005            | tip4            | -            | met Flipsyde                                                     |
| I'm sorry                                                     | 20-01-2006            | 04-02-2006            | 22              | 6            | met The Partysquad en RMXCRW                                     |
| Hard to get                                                   | 08-05-2006            | 13-05-2006            | tip4            | -            | met Ali B, The Partysquad en Ambush                              |
| Dat is die shit                                               | 25-08-2006            | 16-09-2006            | tip2            | -            | met The Partysquad, Darryl, Nino en Negativ                      |
| Dit gaat fout                                                 | 01-02-2007            | 24-02-2007            | 20              | 6            | met Ali B                                                        |
| Zonder jou                                                    | 17-08-2007            | 08-09-2007            | tip3            | -            |                                                                  |
| Groupie love                                                  | 19-10-2007            | 10-11-2007            | 9               | 10           | met Ali B, Yes-R en Darryl                                       |
| Denk aan jou                                                  | 04-01-2008            | 19-01-2008            | tip10           | 7            | Single Top 100                                                   |
| Je hebt me                                                    | 10-11-2008            |                       | -               | -            | nr. 14 in Single Top 100                                         |
| What if the world ends                                        | 2013                  | -                     |                 |              | met Nils van Zandt / Nr. 19 in de Single Top 100                 |
| Omlaag                                                        | 28-10-2015            | 05-12-2015            | 28              | 2            | met Keizer en Freddy Moreira / Nr. 67 in de Single Top 100       |
| Salut                                                         | 16-07-2016            |                       | -               | -            | met Boef, Bollebof en Justice Toch / Nr. 76 in de Single Top 100 |